# Mount Simsarian
Mount Simsarian är ett berg i Antarktis. Det ligger i den centrala delen av kontinenten. Inget land gör anspråk på området. Toppen på Mount Simsarian är 2 052 meter över havet.
Terrängen runt Mount Simsarian är varierad. Trakten är obefolkad. Det finns inga samhällen i närheten. 